# Suite 420
Albums de Devin the Dude
Landing Gear
(2008) Gotta Be Me
(2010)
Suite 420 est le sixième album studio de Devin the Dude, sorti le 20 avril 2010.
L'album s'est classé 9e au Top Rap Albums, 12e au Top Independent Albums, 19e au Top R&B/Hip-Hop Albums et 47e au Billboard 200.

## Liste des titres
| No  | Titre                                                                                               | Auteur                                                                              | Contient un (des) sample(s) de      | Durée |
| --- | --------------------------------------------------------------------------------------------------- | ----------------------------------------------------------------------------------- | ----------------------------------- | ----- |
| 1.  | Cultural Coughee (Produit par Devin the Dude)                                                       | Devin Copeland                                                                      |                                     | 1:39  |
| 2.  | We Get High (featuring Rob Quest et Jugg Mugg – Produit par Q-Stone)                                | Copeland, Robert McQueen III, Dexter Johnson, Quincy Whetstone                      | Wednesday Lover du Gap Band         | 3:45  |
| 3.  | Still Comin' (Produit par Mirawge)                                                                  | Copeland, Timothy Hatter, Roy Williams                                              |                                     | 3:20  |
| 4.  | Pick My Brain (Produit par Devin the Dude)                                                          | Copeland                                                                            |                                     | 4:37  |
| 5.  | That Ain't Cool (Produit par Devin the Dude)                                                        | Copeland                                                                            |                                     | 4:10  |
| 6.  | I Gotta Ho (featuring Tony Mac, Jugg-Mugg et Smit-D – Produit par Robert McQueen et Luster Baker)   | Copeland, Dexter Johnson, Robert McQueen, Roderick Smith, Luster Tone               |                                     | 4:39  |
| 7.  | What I Be On (Produit par Reggie Coby)                                                              | Copeland, Coby                                                                      |                                     | 4:26  |
| 8.  | Ultimate High (featuring Smit-D – Produit par L-Dog)                                                | Baker, Copeland, Smith                                                              |                                     | 4:55  |
| 9.  | I Can't Handle It (Produit par Mike Dean)                                                           | Copeland, Dean, Marvin Isley, O'Kelly Isley, R.B. Isley, Ronald Isley, Chris Jasper | Let Me Down Easy des Isley Brothers | 4:04  |
| 10. | Where Ya At? (Produit par C-Ray)                                                                    | Copeland, Corey Sullivan                                                            |                                     | 3:36  |
| 11. | It's On You (featuring Korey-B, Ced-B et Tony Mac – Produit par L-Dog)                              | Copeland, Baker, Burton, Cedrick Bishop III, Tone                                   |                                     | 4:39  |
| 12. | People Talk (featuring 14K – Produit par Midas)                                                     | Copeland, Brandon Harris, Michael Morris, Kyle White                                |                                     | 3:53  |
| 13. | All You Need (featuring School Boy et Alpha-Bet-D – Produit par Devin the Dude, Rob Quest et L-Dog) | Copeland, Baker, B. Kilbey, Robert McQueen, Adrian Sipsey                           |                                     | 3:56  |
| 14. | Twitta (Skit) (Produit par Devin the Dude)                                                          | Copeland                                                                            |                                     | 0:35  |
| 15. | Lil Funky Freestyle (Produit par Mirawge)                                                           | Copeland, Timothy Hatter, Roy Williams                                              |                                     | 3:17  |